# Monte Carlo Masters 2011 - Qualificazioni singolare
Le qualificazioni del singolare del Monte Carlo Masters 2011 sono state un torneo di tennis preliminare per accedere alla fase finale della manifestazione. I vincitori dell'ultimo turno sono entrati di diritto nel tabellone principale. In caso di ritiro di uno o più giocatori aventi diritto a questi sono subentrati i lucky loser, ossia i giocatori che hanno perso nell'ultimo turno ma che avevano una classifica più alta rispetto agli altri partecipanti che avevano comunque perso nel turno finale.

## Giocatori

### Teste di serie
1. Michail Kukuškin (primo turno)
2. Philipp Petzschner (primo turno)
3. Tobias Kamke (ultimo turno)
4. Filippo Volandri (qualificato)
5. Olivier Rochus (qualificato)
6. Julien Benneteau (qualificato)
7. Michael Berrer (primo turno)

1. Frederico Gil (qualificato)
2. Pere Riba (qualificato)
3. Máximo González (qualificato)
4. Rui Machado (primo turno)
5. Miša Zverev (primo turno, ritiro)
6. Rubén Ramírez Hidalgo (primo turno)
7. Denis Gremelmayr (primo turno)

### Qualificati
1. Vincent Millot
2. Frederico Gil
3. Pere Riba
4. Filippo Volandri

1. Olivier Rochus
2. Julien Benneteau
3. Máximo González

## Tabellone qualificazioni

### Legenda
| - Q = Qualificato - WC = Wild card - LL = Lucky loser | - ALT = Alternate - SE = Special Exempt - PR = Protected Ranking | - w/o = Walkover - r = Ritirato - d = Squalificato |

### 1ª sezione
|  | Primo turno | Primo turno      | Primo turno      | Primo turno | Primo turno |  |  | Ultimo turno   | Ultimo turno   | Ultimo turno   | Ultimo turno | Ultimo turno |  |
|  |             |                  |                  |             |             |  |  |                |                |                |              |              |  |
|  | 1           | Michail Kukuškin | Michail Kukuškin | 3           | 3           |  |  |                |                |                |              |              |  |
|  |             | Simone Bolelli   | Simone Bolelli   | 6           | 6           |  |  | Simone Bolelli | Simone Bolelli | Simone Bolelli | 2            | 1            |  |
|  |             | Vincent Millot   | 6                | 2           |             |  |  | Vincent Millot | Vincent Millot | Vincent Millot | 6            | 6            |  |
|  | 12          | Miša Zverev      | 2                | 0           | r           |  |  |                |                |                |              |              |  |

### 2ª sezione
|  | Primo turno | Primo turno        | Primo turno        | Primo turno | Primo turno |  |  | Ultimo turno | Ultimo turno   | Ultimo turno   | Ultimo turno | Ultimo turno |  |
|  |             |                    |                    |             |             |  |  |              |                |                |              |              |  |
|  | 2           | Philipp Petzschner | Philipp Petzschner | 64          | 1           |  |  |              |                |                |              |              |  |
|  |             | Flavio Cipolla     | Flavio Cipolla     | 7           | 6           |  |  |              | Flavio Cipolla | Flavio Cipolla | 1            | 3            |  |
|  |             | Federico Delbonis  | Federico Delbonis  | 2           | 0           |  |  | 8            | Frederico Gil  | Frederico Gil  | 6            | 6            |  |
|  | 8           | Frederico Gil      | Frederico Gil      | 6           | 6           |  |  |              |                |                |              |              |  |

### 3ª sezione
|  | Primo turno | Primo turno       | Primo turno | Primo turno | Primo turno |  |  | Ultimo turno | Ultimo turno | Ultimo turno | Ultimo turno | Ultimo turno |  |
|  |             |                   |             |             |             |  |  |              |              |              |              |              |  |
|  | 3           | Tobias Kamke      | 4           | 6           | 6           |  |  |              |              |              |              |              |  |
|  | WC          | Benjamin Balleret | 6           | 1           | 2           |  |  | 3            | Tobias Kamke | 5            | 6            | 5            |  |
|  | WC          | David Guez        | 7           | 4           | 2           |  |  | 9            | Pere Riba    | 7            | 1            | 7            |  |
|  | 9           | Pere Riba         | 65          | 6           | 6           |  |  |              |              |              |              |              |  |

### 4ª sezione
|  | Primo turno | Primo turno      | Primo turno      | Primo turno | Primo turno |  |  | Ultimo turno | Ultimo turno     | Ultimo turno     | Ultimo turno | Ultimo turno |  |
|  |             |                  |                  |             |             |  |  |              |                  |                  |              |              |  |
|  | 4           | Filippo Volandri | Filippo Volandri | 6           | 6           |  |  |              |                  |                  |              |              |  |
|  |             | Jurij Ščukin     | Jurij Ščukin     | 3           | 1           |  |  | 4            | Filippo Volandri | Filippo Volandri | 6            | 6            |  |
|  |             | Peter Luczak     | Peter Luczak     | 7           | 6           |  |  |              | Peter Luczak     | Peter Luczak     | 4            | 1            |  |
|  | 14          | Denis Gremelmayr | Denis Gremelmayr | 5           | 1           |  |  |              |                  |                  |              |              |  |

### 5ª sezione
|  | Primo turno | Primo turno            | Primo turno            | Primo turno | Primo turno |  |  | Ultimo turno | Ultimo turno           | Ultimo turno           | Ultimo turno | Ultimo turno |  |
|  |             |                        |                        |             |             |  |  |              |                        |                        |              |              |  |
|  | 5           | Olivier Rochus         | 6                      | 5           | 6           |  |  |              |                        |                        |              |              |  |
|  |             | Benoît Paire           | 2                      | 7           | 3           |  |  | 5            | Olivier Rochus         | Olivier Rochus         | 6            | 6            |  |
|  |             | Édouard Roger-Vasselin | Édouard Roger-Vasselin | 6           | 6           |  |  |              | Édouard Roger-Vasselin | Édouard Roger-Vasselin | 3            | 3            |  |
|  | 13          | Rubén Ramírez Hidalgo  | Rubén Ramírez Hidalgo  | 2           | 2           |  |  |              |                        |                        |              |              |  |

### 6ª sezione
|  | Primo turno | Primo turno      | Primo turno      | Primo turno | Primo turno |  |  | Ultimo turno | Ultimo turno     | Ultimo turno | Ultimo turno | Ultimo turno |  |
|  |             |                  |                  |             |             |  |  |              |                  |              |              |              |  |
|  | 6           | Julien Benneteau | Julien Benneteau | 6           | 6           |  |  |              |                  |              |              |              |  |
|  |             | Łukasz Kubot     | Łukasz Kubot     | 1           | 2           |  |  | 6            | Julien Benneteau | 65           | 6            | 6            |  |
|  | WC          | Bernard Tomić    | 6                | 67          | 6           |  |  | WC           | Bernard Tomić    | 7            | 4            | 3            |  |
|  | 11          | Rui Machado      | 3                | 7           | 4           |  |  |              |                  |              |              |              |  |

### 7ª sezione
|  | Primo turno | Primo turno          | Primo turno          | Primo turno | Primo turno |  |  | Ultimo turno | Ultimo turno         | Ultimo turno | Ultimo turno | Ultimo turno |  |
|  |             |                      |                      |             |             |  |  |              |                      |              |              |              |  |
|  | 7           | Michael Berrer       | Michael Berrer       | 4           | 0           |  |  |              |                      |              |              |              |  |
|  |             | Albert Ramos Viñolas | Albert Ramos Viñolas | 6           | 6           |  |  |              | Albert Ramos Viñolas | 2            | 6            | 3            |  |
|  | WC          | Thomas Oger          | Thomas Oger          | 6(1)        | 3           |  |  | 10           | Máximo González      | 6            | 2            | 6            |  |
|  | 10          | Máximo González      | Máximo González      | 7           | 6           |  |  |              |                      |              |              |              |  |